# Bosquet des enfants
Le bosquet des enfants (en finnois : Lastenlehto) est un parc du quartier de Kamppi au centre d’Helsinki en Finlande. 

## Le parc
Le parc est situé dans le triangle délimité par les rues Lapinlahdenkatu, Lapinrinne et Ruoholahdenkatu.
Avec une superficie de 19 500 m2, le parc pour enfants est le plus grand parc de Kamppi.
Comme de nombreux autres parcs triangulaires du centre-ville d'Helsinki, dont le parc de Lapinlahti voisin, le bosquet des enfants est situé à l'intersection de deux zones de plans hippodamiens divergents.
Le nom du parc est dû à l'orphelinat de l'association caritative qui était autrefois situé à proximité.

## Statue
Dans le parc se trouve une copie en bronze de la sculpture Arcum tendit Apollo sculptée par Emil Cedercreutz et érigée en 2001, qu'il a conçue en mémoire d'Aleksis Kivi et qui a participé à un concours commémoratif dans les années 1920.
La sculpture originale en plâtre est conservé au musée Emil Cedercreutz à Harjavalta.

## Galerie

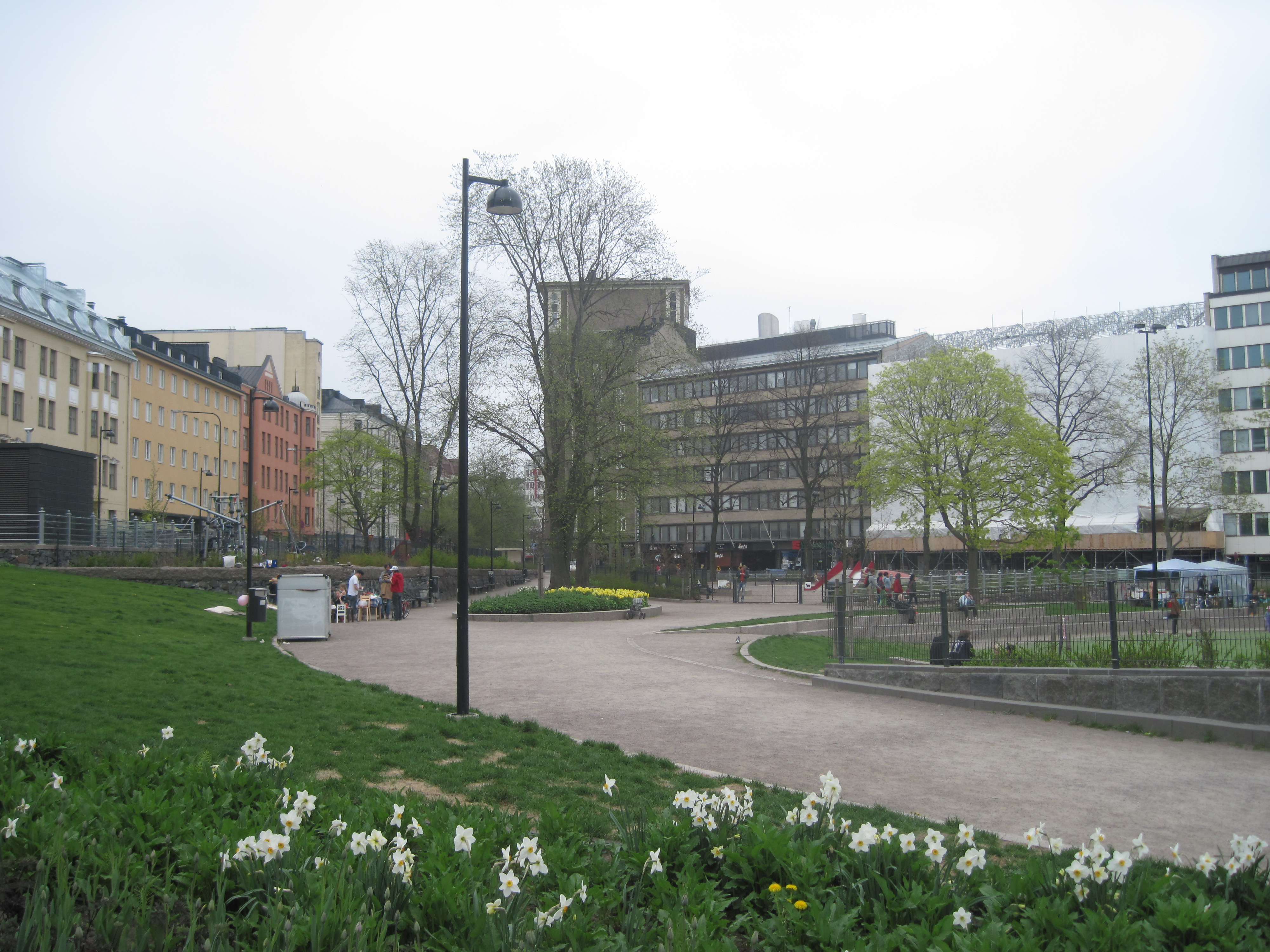
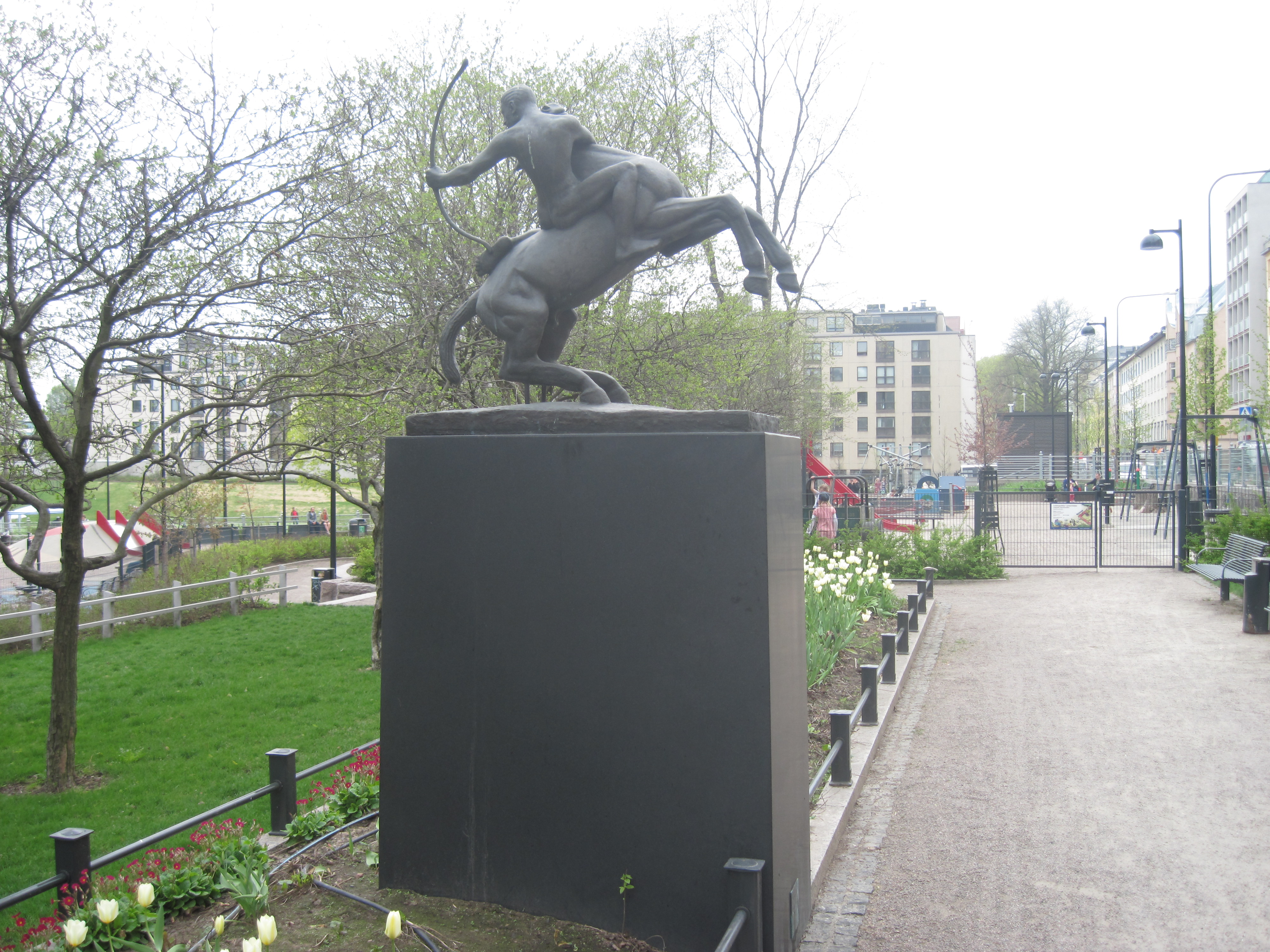
Arcum tendit Apollo.
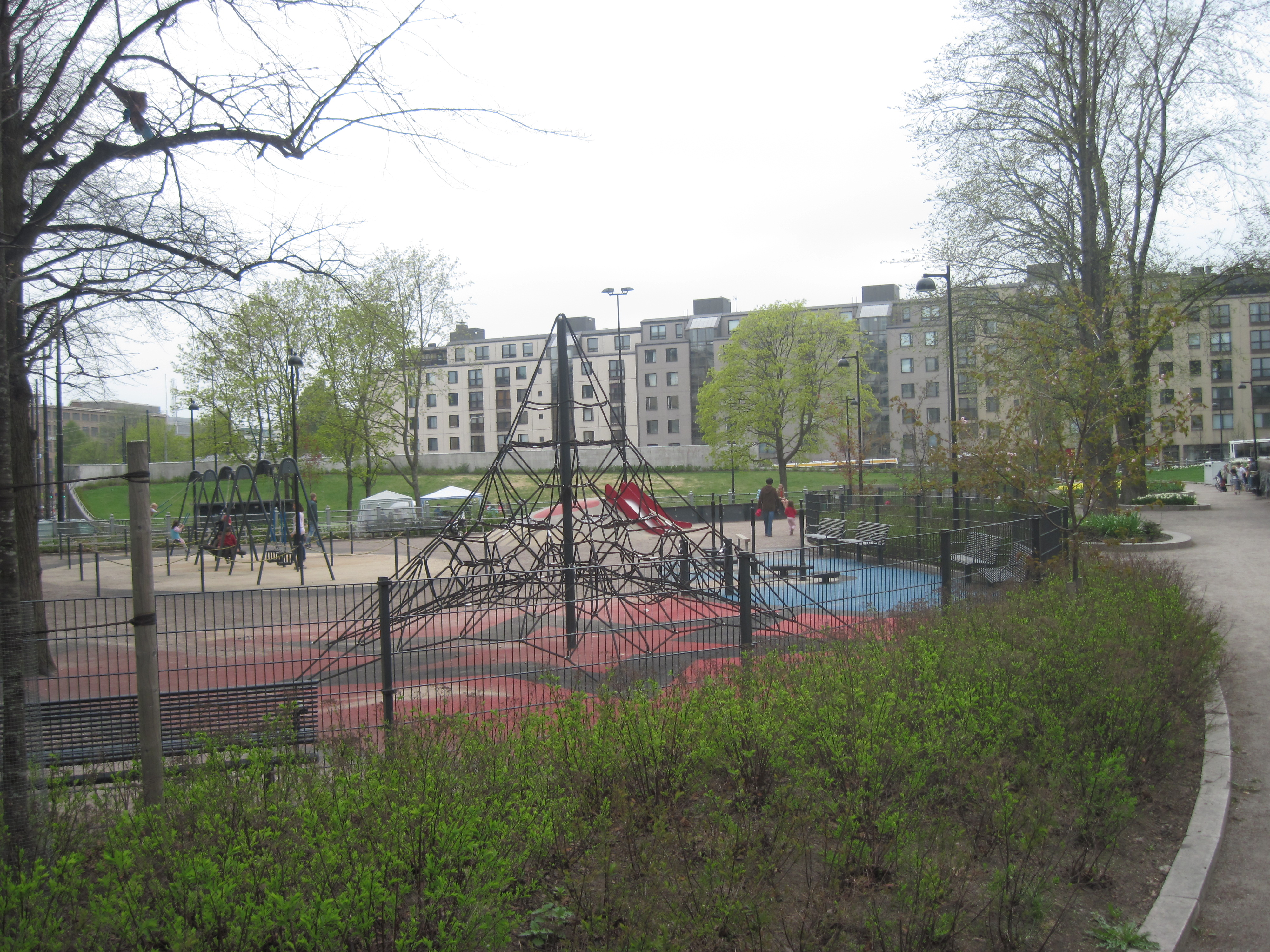
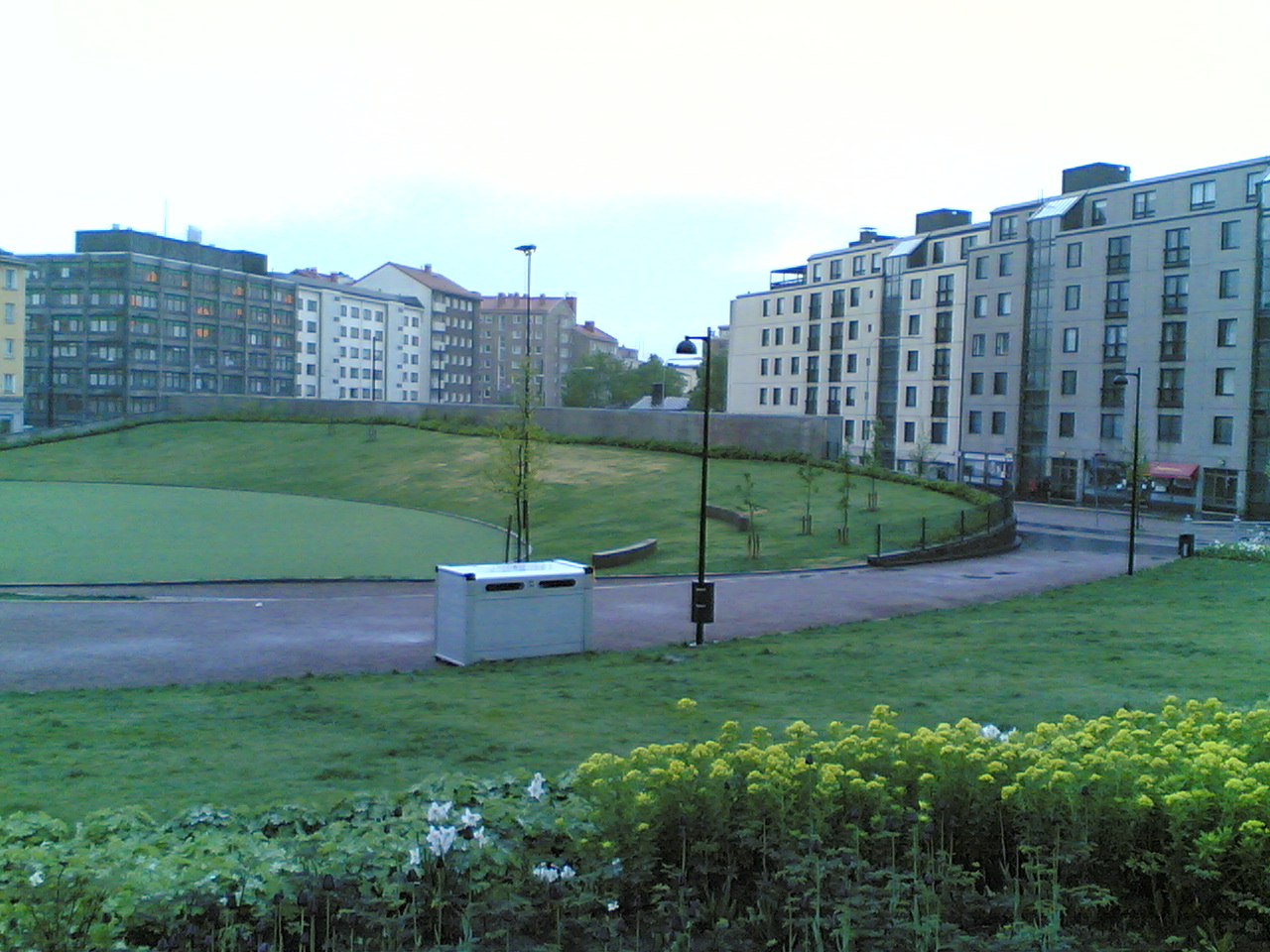